# Trampoli
I trampoli, normalmente sono formati da due  assi di legno alti circa due metri che si mettono sotto i piedi per essere più alti.

## Storia

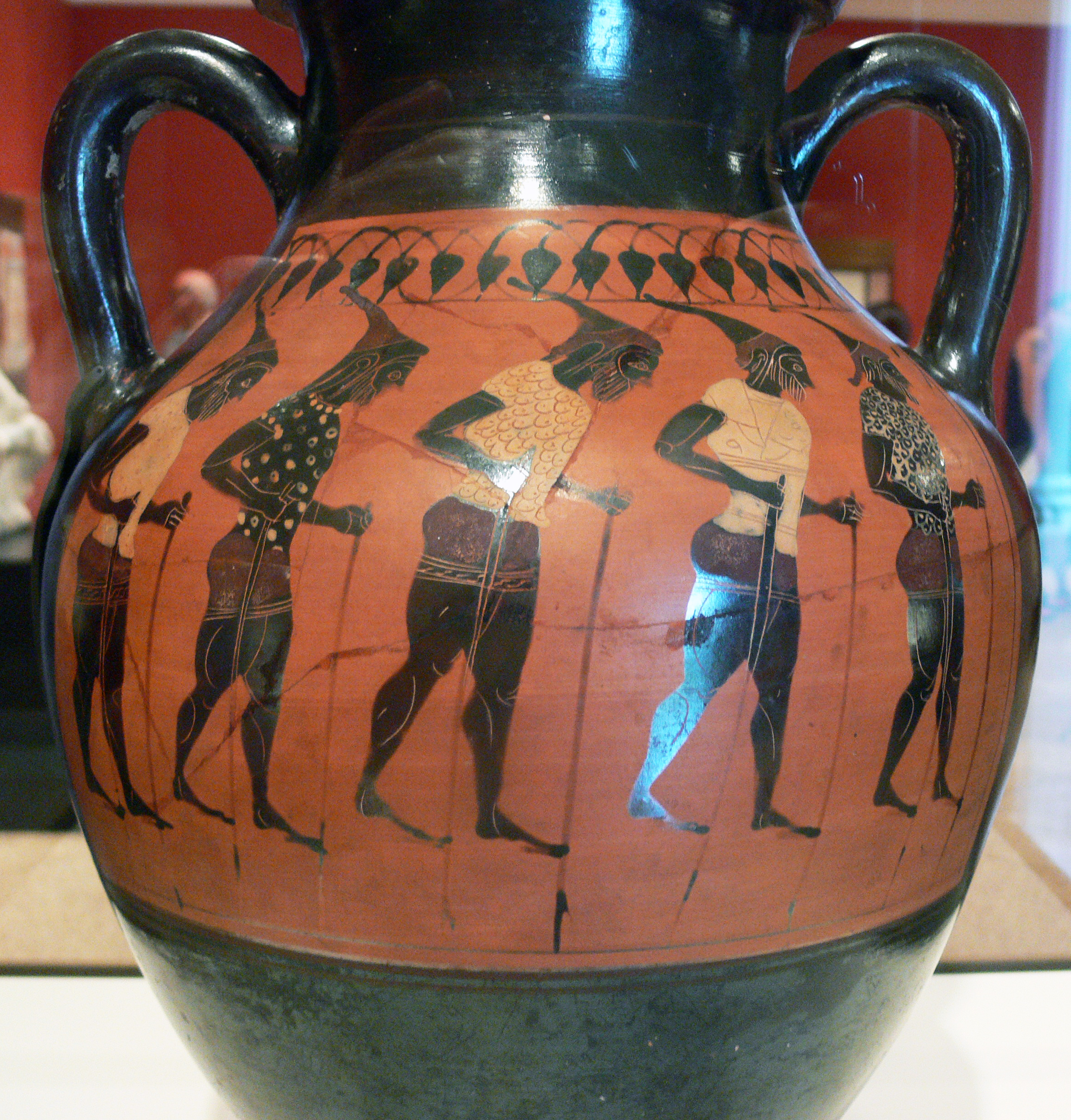
Vaso dell'Antica Grecia raffigurante trampolieri

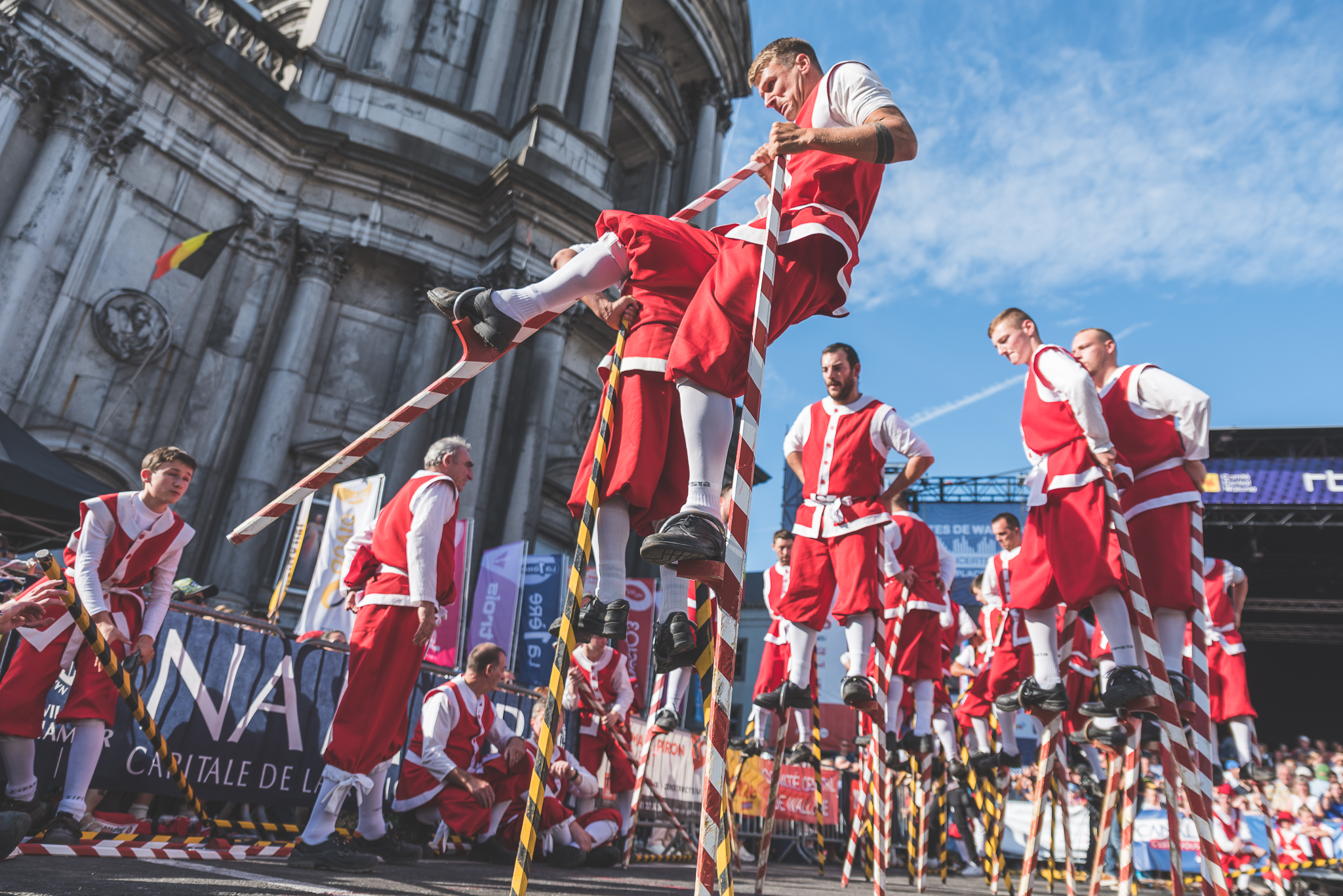
Giostra sui trampoli di Namur (Belgio). Dal 1411.

Alcune rovine e testi archeologici mostrano che il trampolo veniva praticato nell'antica Grecia fin dal VI secolo a.C. L'antica parola greca per un trampoliere era κωλοβαθριστής (kolobathristés), da κωλόβαθρον (kolóbathron), "trampolo", un composto di κῶλον (kōlon), "arto" [9] e βάθρον (bathron), "base, piedistallo". Alcune tradizioni di utilizzo del trampolo sono molto vecchie. In Belgio, i trampolieri di Namur hanno praticato combattimenti fin dal 1411. Gli abitanti delle aree paludose o allagate a volte usano trampoli per scopi pratici, come lavorare nelle paludi o guadare fiumi in piena. I pastori della regione del Landes, nel sud della Francia, solevano osservare le loro greggi mentre erano su trampoli per estendere il loro campo visivo, mentre i cittadini spesso li usavano per attraversare il terreno fradicio nelle loro attività quotidiane.

## Uso moderno

### Intrattenimento

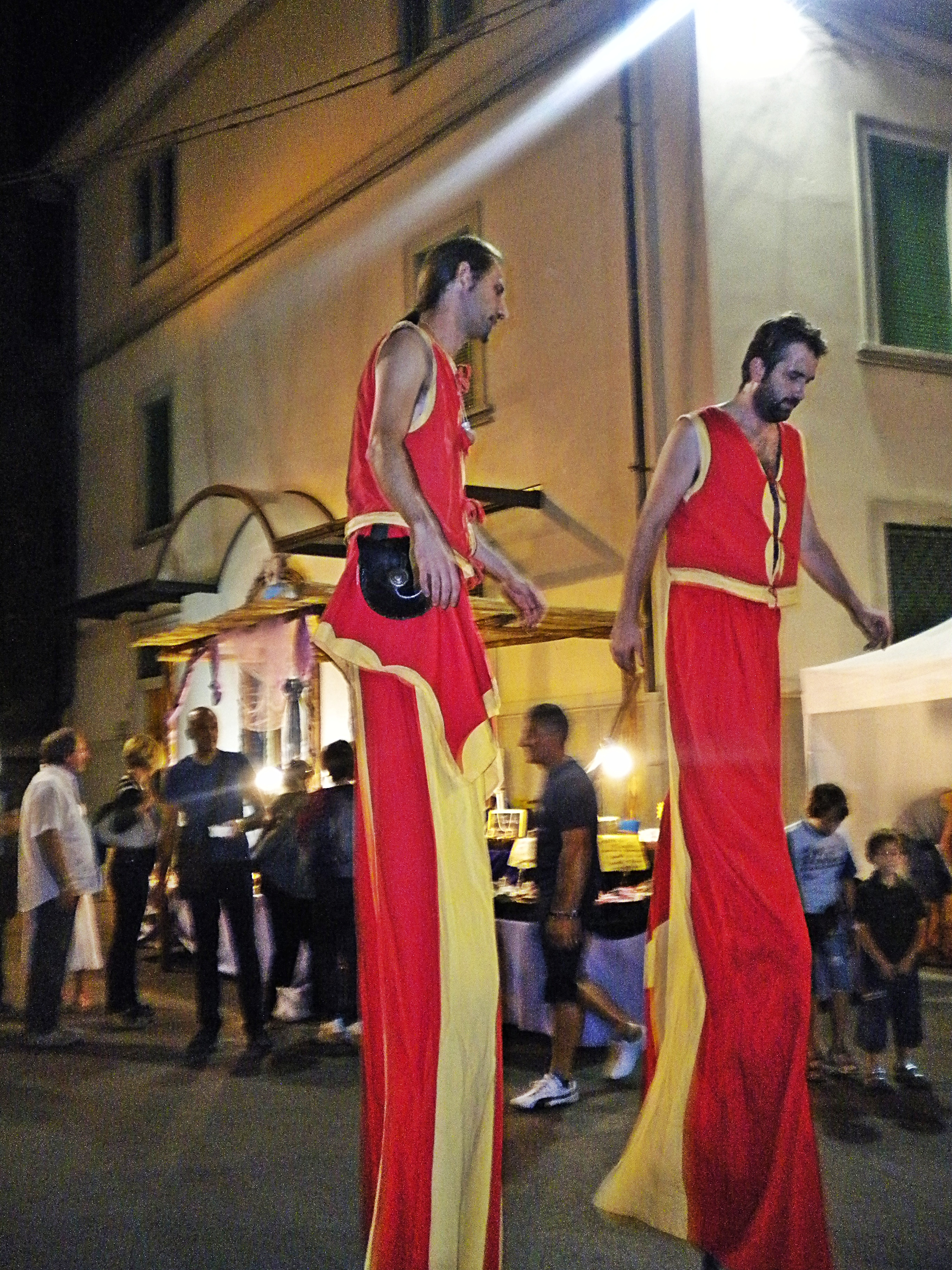
Trampolieri a Poggio a Caiano

I trampoli sono usati ampiamente in molti paesi a scopo di intrattenimento. I trampolieri eseguono le loro performance in sfilate, festival, eventi di strada ed aziendali.
L'attività richiede una coordinazione piuttosto elaborata: bisogna infatti organizzare l'azione degli arti superiori ed inferiori senza perdere di vista l'equilibrio dinamico, che in questa situazione è certamente precario, soprattutto nel momento di salita ed avvio della camminata sui trampoli.

### Lavoro

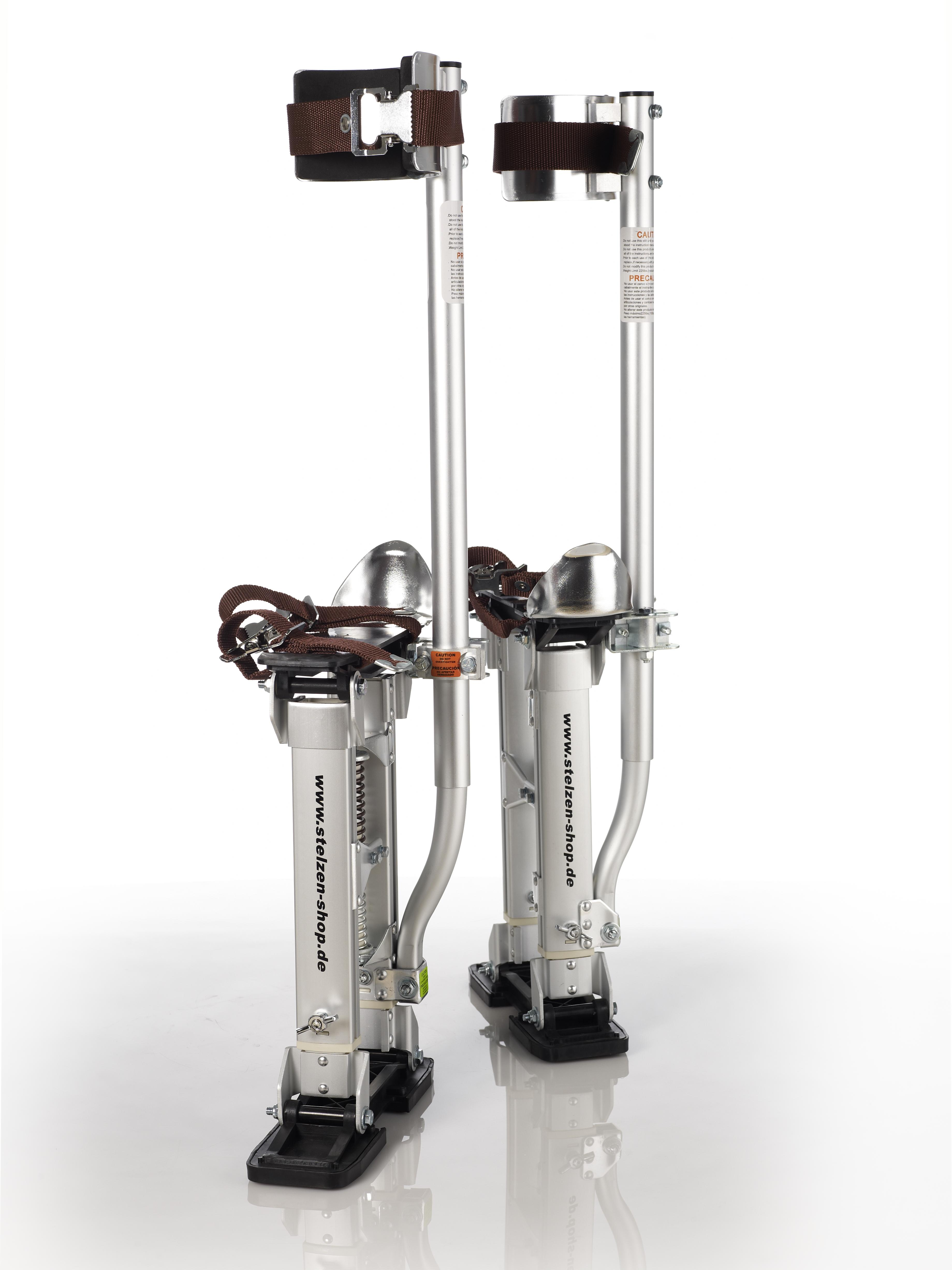
Trampoli in alluminio per pittori

I trampoli di alluminio sono comunemente usati dai coltivatori di frutta in California per potare e raccogliere i frutti dagli alberi. I trampoli sono stati utilizzati per il lavaggio di grandi finestre, la riparazione di tetti di paglia e l'installazione o la verniciatura di soffitti alti.

## Usi desueti

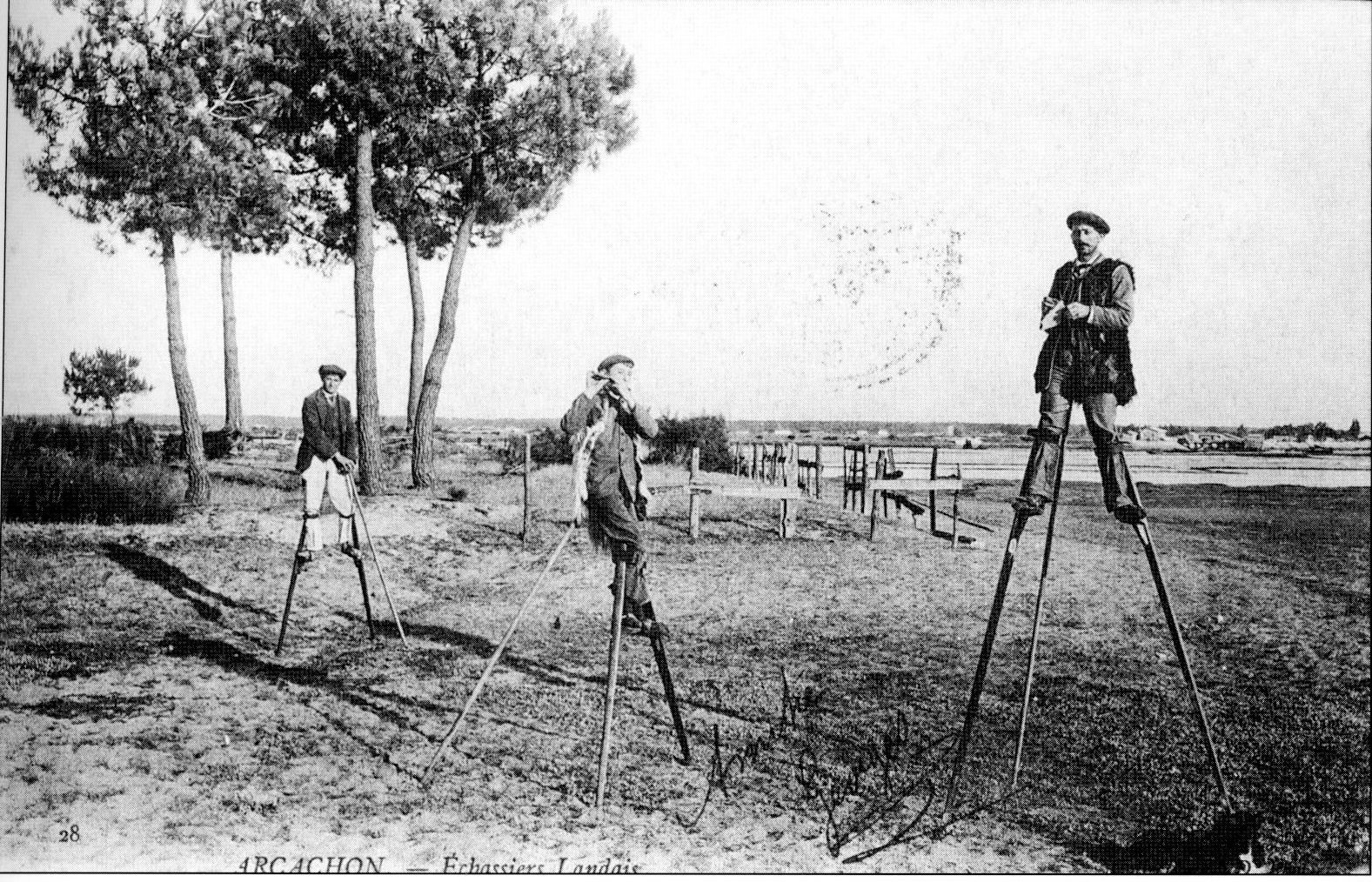
Pastori con trampoli nelle Landes de Gascogne

Sono stati usati da lavoranti come i pastori. Famosi i trampolieri francesi nella Landes de Gascogne: vivendo in un luogo semipaludoso, l'uso dei trampoli apportava i vantaggi di sopraelevarsi da un suolo spesso infido, ed accelerare notevolmente l'andatura. Abituati sin da piccoli erano capaci di grande destrezza. La loro tecnica di trampolieri consisteva nel'uso di due trampoli ed un bastone da passeggio, quindi una trampoleria a tre appoggi.

## Record del mondo
- I trampoli più alti mai utilizzati misuravano 16,41 m da terra a caviglia. Il 15 novembre 2006 Saimaiti Yiming (Cina) è stata in grado di percorrere 10 passi.[2]
- I trampoli più pesanti mai usati erano di 62,1 kg. Il 14 settembre 2002 Doug Hunt (Canada) è riuscito a compiere 29 passi senza aiuto con i trampoli alti 15.56 m.
- Il record di velocità su 1 miglio è di 12 minuti e 23 secondi, realizzato da Ashrita Furman (Stati Uniti) il 29 agosto 2008.
- Nel 1891 Sylvain Dornon (Francia) percorse con i trampoli il tragitto tra Parigi e Mosca in 58 giorni. [3]